# زیارتگاه پیرهریشت
مجموعه زیارتگاه پیرهریشت مربوط به دوره قاجار است و در شهرستان اردکان، بخش مرکزی، روستای هریشت واقع شده و این اثر در تاریخ ۲ بهمن ۱۳۸۲ با شمارهٔ ثبت ۱۰۸۴۸ به‌عنوان یکی از آثار ملی ایران به ثبت رسیده است.